# Стрижи (Оричевский район)

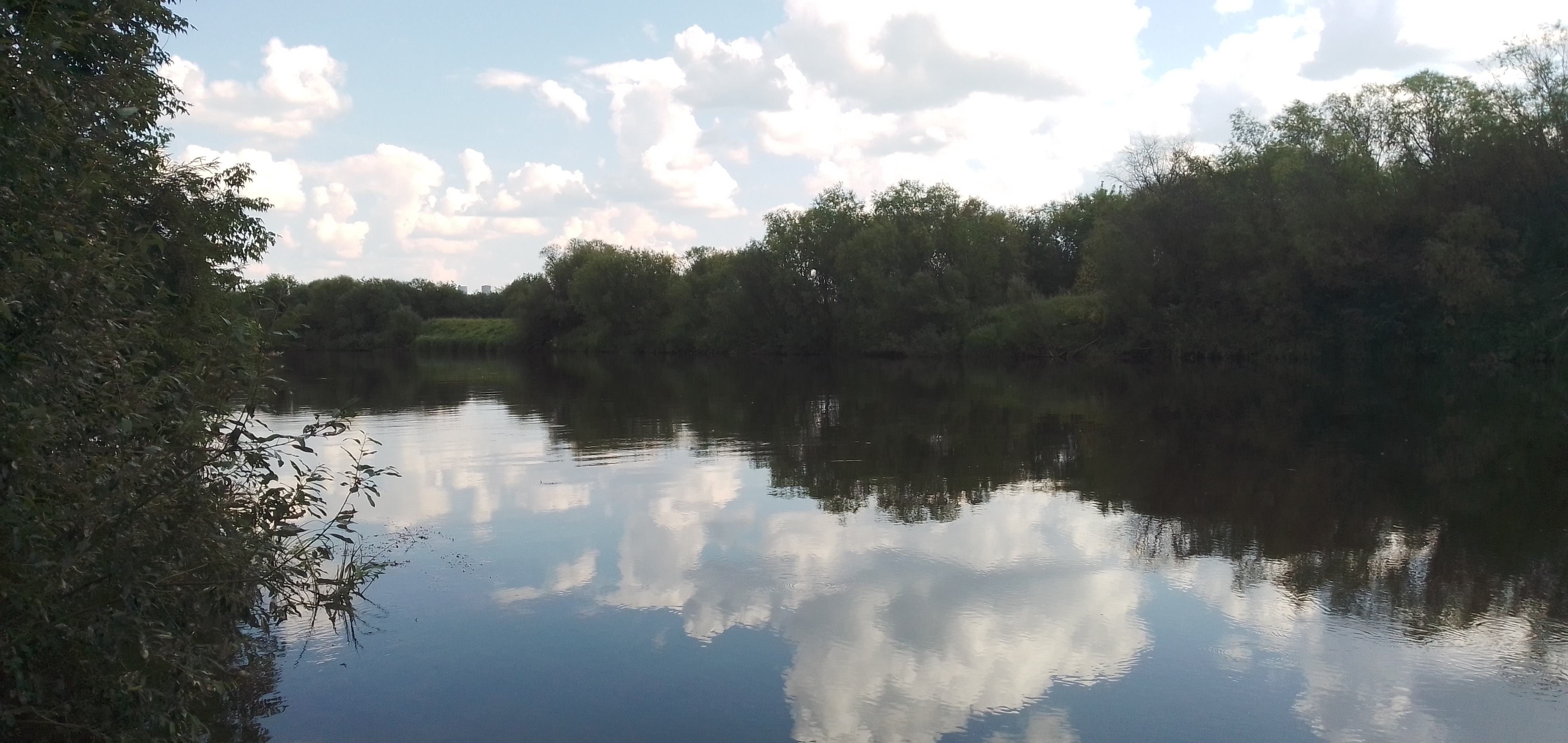
Река Быстрица в посёлке

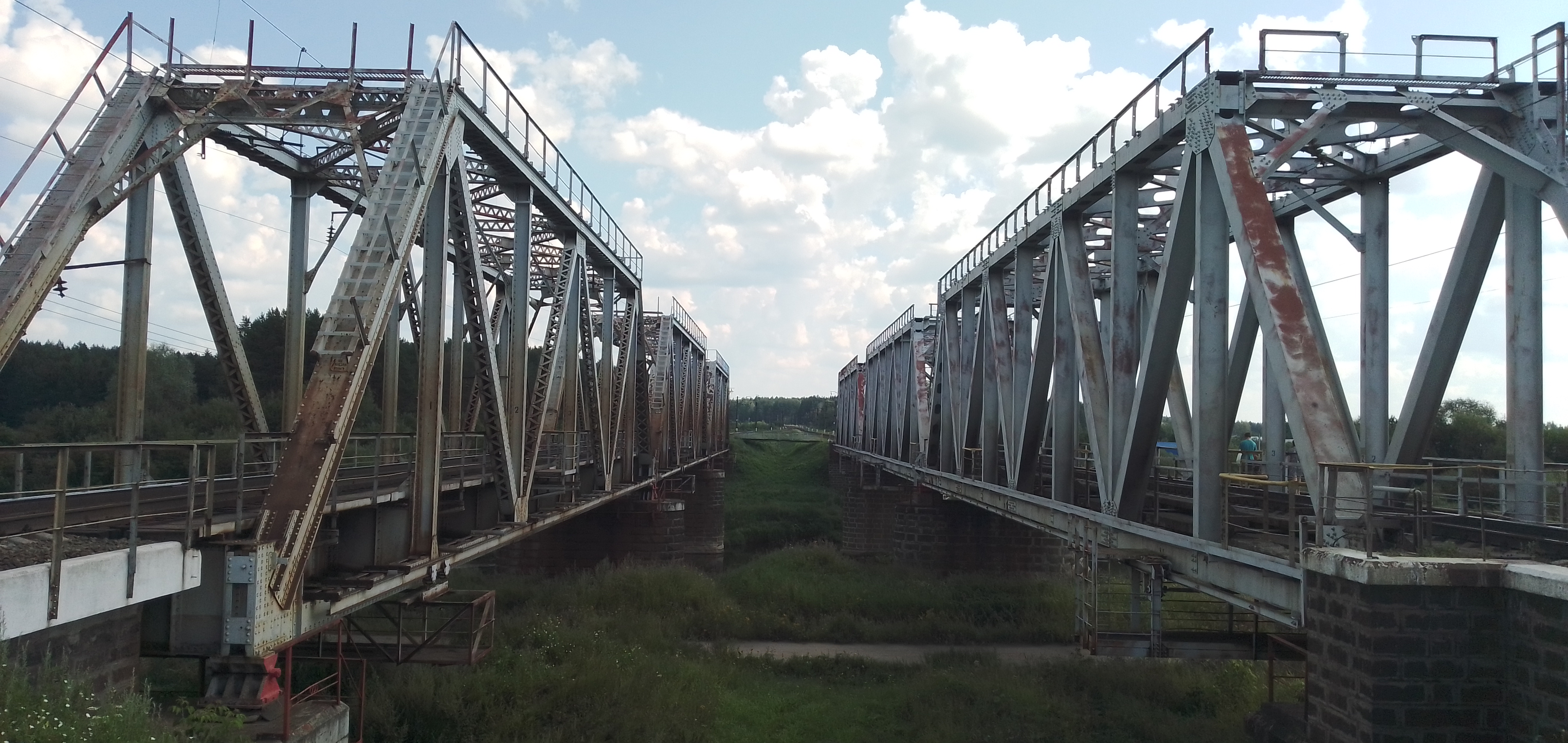
Железнодорожный мост

Стрижи́ — посёлок городского типа в Оричевском районе Кировской области России, образует Стрижевское городское поселение.

## География
Находится на левом берегу реки Быстрицы, в 25-30 км к юго-западу от областного центра города Кирова. Через посёлок проходит участок Киров — Котельнич Транссиба.

## История
В начале XX века на месте бывшего 73-го железнодорожного разъезда вырос небольшой посёлок. В 1943 году он получил статус посёлка городского типа.
Судьбу этого посёлка определили расположенные неподалёку богатые залежи песка. В 1936 г. крайисполком вышел с ходатайством о строительстве здесь завода по изготовлению силикатного кирпича. Его возведение пришлось на суровые военные годы. Первую продукцию завод выдал только в 1946 г. Развитие завода обусловило рост и благоустройство посёлка.
Истории завода, руководителям и рядовым труженикам, ветеранам и молодёжи посёлка посвящён заводской музей трудовой славы, открытый в 1984 году по инициативе бывшего директора завода В. И. Кужелева. Сбор материалов для музея проводил ветеран педагогического труда Павел Михайлович Булдаков (1919—2001 гг.), который и возглавил музей. С 8 июня 2001 года музеем руководит Шанцына Александра Ивановна (1938 г. р.)

## Население
| 1959  | 1970  | 1979  | 1989  | 2002  | 2009  | 2010  |
| ----- | ----- | ----- | ----- | ----- | ----- | ----- |
| 7124  | ↘2969 | ↗3952 | ↗4715 | ↘4003 | ↘3957 | ↘3730 |
| 2012  | 2013  | 2014  | 2015  | 2016  | 2017  | 2018  |
| ↘3718 | ↘3627 | ↘3528 | ↘3390 | ↘3388 | ↘3371 | ↘3307 |
| 2019  | 2020  | 2021  |       |       |       |       |
| ↘3209 | ↘3188 | ↘3127 |       |       |       |       |

## Школа
В посёлке работает Стрижевская средняя общеобразовательная школа № 2. Директор школы — Одегов Василий Степанович. В школе существует историко-краеведческий музей, который начали создавать осенью 2000 года по инициативе учителей и старшеклассников. Свою работу музей начал с открытия зала воинской славы в апреле 2005 года.
В феврале 2007 года Министерство образования РФ присвоило комплексному краеведческому музею Стрижевской средней школы № 2 звание «Школьный музей» за большую поисково-исследовательскую общественно полезную работу, создание интересной экспозиции и успехи в воспитании учащихся.
Экспозиции музея посвящены Великой Отечественной войне, истории, географии, флоре и фауне области и района, известным землякам.